# Sheldon Richardson
Sheldon Adam Richardson (nacido el 29 de noviembre de 1990) es un jugador profesional estadounidense de fútbol americano que juega en la posición de defensive tackle y actualmente es agente libre de la National Football League (NFL).

## Biografía
Richardson asistió a la preparatoria Gateway Institute of Technology High School en San Luis, Misuri, donde practicó fútbol americano, béisbol, baloncesto y atletismo. Al finalizar la preparatoria, fue considerado como un atleta cinco estrellas y el mejor defensive tackle de la nación por Rivals.com.
En sus dos primeros años como universitario, Richardson asistió al Colegio de las Sequoias en Visalia, California. Posteriormente, se transfirió a la Universidad de Misuri, donde jugó con los Missouri Tigers en 2011 y 2012. En 2011, registró 37 tacleadas, ocho tacleadas para pérdida de yardas y dos capturas de mariscal de campo (sacks) en solo ocho juegos. En su última temporada, ocupó el segundo lugar del equipo con 75 tacleadas, cifra que lideró a todos los tackles defensivos de la Southeastern Conference. También tuvo 10.5 tacleadas para pérdida de yardas, cuatro capturas y tres balones sueltos forzados, por lo que fue nombrado al primer equipo All-SEC.

## Carrera

### New York Jets
Richardson fue seleccionado por los New York Jets en la primera ronda (puesto 13) del Draft de la NFL de 2013 y fue firmado por cuatro años y $10,05 millones, con un bono por firmar de $5.69 millones.
En su primera temporada como profesional, Richardson fue nombrado como el Novato Defensivo del Año de la NFL, luego de registrar 78 tacleadas, 3.5 capturas y un balón suelto forzado.
En 2014, fue convocado al Pro Bowl luego de registrar 67 tacleadas, una marca personal de ocho capturas, un balón suelto forzado y otro recuperado en los 16 juegos de la temporada como titular.
El 2 de julio de 2015, Richardson fue suspendido por los primeros cuatro juegos de la temporada regular de 2015 debido a que no cumplió con la política de abuso de sustancias de la liga relacionada con la marihuana. Fue activado por el equipo el 12 de octubre de 2015. Jugó en 11 juegos en 2015, y terminó el año con 35 tacleadas, cinco capturas, dos pases defendidos y dos balones sueltos forzados.
El 18 de abril de 2016, los Jets ejercieron la opción de quinto año del contrato de Richardson por $8,06 millones para la temporada 2017. Sin embargo, el 30 de junio fue suspendido un juego por violar la política de conducta personal fuera del campo. Terminó la campaña con un total de 62 tacleadas, 1.5 capturas, dos pases defendidos y un balón suelto forzado en 15 juegos.

### Seattle Seahawks
El 1 de septiembre de 2017, Richardson fue canjeado a los Seattle Seahawks a cambio de Jermaine Kearse y una selección de segunda ronda del Draft de la NFL de 2018. Al llegar, fue cambiado a la posición de tackle defensivo en lugar de la posición de ala defensiva (defensive end) que jugaba con los Jets. El entrenador en jefe Pete Carroll nombró a Richardson y a Jarran Reed como los titulares en dicha posición. En la temporada jugó en 15 encuentros como titular y terminó con un total de 44 tacleadas, una captura, un pase defendido, una intercepción, un balón suelto forzado y dos recuperados. 

### Minnesota Vikings
El 16 de marzo de 2018, Richardson firmó un contrato de un año con los Minnesota Vikings. Formó parte de una de las mejores líneas defensivas de la liga junto a Lival Joseph, Everson Griffen y Danielle Hunter, e inició como titular los 16 juegos de la temporada, registrando 49 tacleadas y 4.5 capturas.

### Cleveland Browns
El 14 de marzo de 2019, los Cleveland Browns firmaron a Richardson con un contrato de tres años y $6 millones, con $21 millones garantizados. En 2019, registró 62 tacleadas, tres capturas y una marca personal de tres balones sueltos forzados en 16 juegos (15 como titular); mientras que en 2020 registró 64 tacleadas, 4.5 capturas y un balón suelto forzado en 16 juegos como titular. En ambas temporadas formó equipo en la línea defensiva con Larry Ogunjobi, Myles Garrett y Olivier Vernon.

### Minnesota Vikings (segundo período)
El 15 de junio de 2021, Richardson regresó a los Minnesota Vikings con un contrato de un año y $3,6 millones. Registró 39 tacleadas, 2.5 capturas y un balón suelto forzado en 17 juegos, siete de ellos como titular.

## Estadísticas generales
|  | Seleccionado al Pro Bowl |

| Año   | Equipo | Juegos | Juegos | Tacleadas | Tacleadas | Tacleadas | Tacleadas | Intercepciones | Intercepciones | Intercepciones | Intercepciones | Intercepciones | Intercepciones | Balones sueltos | Balones sueltos | Balones sueltos | Balones sueltos |
| Año   | Equipo | GP     | GS     | Comb      | Total     | Ast       | Sck       | PDef           | Int            | Yds            | Avg            | Lng            | TDs            | FF              | FR              | Yds             | TDs             |
| ----- | ------ | ------ | ------ | --------- | --------- | --------- | --------- | -------------- | -------------- | -------------- | -------------- | -------------- | -------------- | --------------- | --------------- | --------------- | --------------- |
| 2013  | NYJ    | 16     | 15     | 78        | 42        | 36        | 3.5       | 1              | --             | --             | --             | --             | --             | 1               | 0               | --              | --              |
| 2014  | NYJ    | 16     | 16     | 67        | 42        | 25        | 8.0       | 1              | --             | --             | --             | --             | --             | 1               | 1               | 0               | 0               |
| 2015  | NYJ    | 11     | 11     | 35        | 20        | 15        | 5.0       | 2              | --             | --             | --             | --             | --             | 2               | 0               | --              | --              |
| 2016  | NYJ    | 15     | 14     | 62        | 38        | 24        | 1.5       | 2              | --             | --             | --             | --             | --             | 1               | 2               | 0               | 0               |
| 2017  | SEA    | 15     | 15     | 44        | 27        | 17        | 1.0       | 1              | 1              | 5              | 5.0            | 5              | 0              | 1               | 2               | 20              | 0               |
| 2018  | MIN    | 16     | 16     | 49        | 26        | 23        | 4.5       | 0              | --             | --             | --             | --             | --             | 0               | 0               | --              | --              |
| 2019  | CLE    | 16     | 15     | 62        | 43        | 19        | 3.0       | 4              | --             | --             | --             | --             | --             | 3               | 0               | --              | --              |
| 2020  | CLE    | 16     | 16     | 64        | 35        | 29        | 4.5       | 3              | --             | --             | --             | --             | --             | 1               | 0               | --              | --              |
| 2021  | MIN    | 17     | 7      | 39        | 24        | 15        | 2.5       | 4              | --             | --             | --             | --             | --             | 1               | 1               | 0               | 0               |
| Total | Total  | 138    | 125    | 500       | 297       | 203       | 33.5      | 18             | 1              | 5              | 5.0            | 5              | 0              | 11              | 6               | 20              | 0               |

Fuente: Pro-Football-Reference.com